# Западная Европа — Западный Китай
За́падная Евро́па — За́падный Кита́й — транспортный коридор (автомагистраль) от Северной Европы до Западного Китая; транснациональный инфраструктурный проект, призванный укрепить экономические и культурные связи между Европой и Азией.

## История
Ещё в советский период рассматривался вариант строительства автомобильной дороги «Москва — Пекин», которая должна была соединить столицы двух крупнейших социалистических стран мира, однако с формированием так называемого «американского вектора» китайской экономики, этот проект остался в набросках проектных организаций.
Вернулись к идее воссоздания сухопутного коридора между Европой и Китаем только в конце XX века, когда товарооборот между КНР и странами ЕС стал измеряться сотнями миллиардов евро, доставка же грузов морским путём через Суэцкий канал занимала не менее одного месяца и имела ряд ограничений и известные риски. Растущие объёмы реализации китайских товаров, стремительный рост экономики поднебесной в начале XXI века совпали с запросами на развитие транспортной инфраструктуры в России, Казахстане и Белоруссии.
В 2008 году Россия и Казахстан подписали меморандум о развитии транспортного коридора «Западная Европа — Западный Китай». В 2015 году Президент России Владимир Путин и Председатель КНР Си Цзиньпин подписали договор о сотрудничестве в рамках проекта «Пояс и путь». Вскоре в КНР был создан «Фонд развития Шёлкового пути» с инвестициями в 40 млрд американских долларов.
Осенью 2015 года руководители российской государственной корпорации «Автодор» и Банка развития Китая подписали меморандум о финансировании строительства проекта.
В октябре 2018 года Правительство России обнародовало «Комплексный план модернизации и расширения магистральной инфраструктуры» на период до 2024 года, где определяются сроки и условия строительства российских участков проекта «Западная Европа — Западный Китай»: скоростной  платной автомагистрали М12 «Восток» Москва — Казань — Екатеринбург, обхода Тольятти с мостом через Волгу и также российского участка магистрали «Меридиан».
Фактически строительство магистрали началось в 2008 году. Участок Китай — Казахстан уже функционирует. Полный ввод в эксплуатацию, согласно «Докладу по транспортным коридорам ЕАЭС — 2019», должен был быть осуществлён не позднее 2020 года.
Китайский участок магистрали был построен ещё в 2016 году. Он проходит через пограничный переход с Казахстаном Хоргос, города: Урумчи, Ланьчжоу и Чжэнчжоу, далее достигает побережья Жёлтого моря в городе Ляньюньган. Длина автомобильной трассы составляет 3425 км.

## Реализация проекта

### Россия

#### Государственный проект
К 2013 году ГК «Автодор» и Минтранс определили ряд вариантов маршрута прохождения российской части коридора:
- начинался от границы с Казахстаном на КПП Сагарчин; до Самары через Оренбург трасса идёт по строящейся магистрали М-5.1 Оренбург-Самара, дублеры; от КПП М-5.2 Орск-Оренбург через Оренбургскую область, Самарскую область;
- далее по существующей автотрассе М-5.0 Москва-Самара-Уфа-Челябинск до Москвы;
- далее маршрут разделялся на две ветки — через Санкт-Петербург по трассам М-10.0 и новой М-11.0 и через Белоруссию по трассе М-1.0.

Позднее в состав коридора была включена платная автомагистраль М12 «Восток» Москва — Казань — Тюмень, которая строится к 2024 году. Также в перспективе до 2030 года планируется строительство трассы Санкт-Петербург — Вологда — Казань, которая возьмёт трафик направления на себя в обход Москвы.
Отличительная особенность в том, что новые дороги должны были также улучшить связность российских агломераций. Оценки стоимости реконструкции дорожной сети в рамках этого проекта приближались к 1 трлн руб с участием государственного и китайского финансирования.
В этом варианте трассы протяжённость маршрута от Санкт-Петербурга до Ляньюньган составляет 8445 км; из них 2325 км проходит по территории Российской Федерации, 2787 км — Республики Казахстан, 3425 км — Китайской Народной Республики.
На 2019 год был запланирован ремонт 140 км дорог в рамках реализации проекта.

#### Частное партнёрство «Меридиан»
В 2018 году стало известно[кому?] об альтернативном плане автодороги, связывающей казахскую и белорусскую госграницы по кратчайшему пути в обход крупных населённых пунктов. Этот частный проект получил название «Меридиан», трасса-ответвление пройдёт на 350—400 км южнее основного хода и будет иметь протяжённость 2023 км.
Маршрут проложен по территории восьми областей: Оренбургской, Самарской, Саратовской, Тамбовской, Липецкой, Орловской, Брянской и Смоленской — от границы Казахстана до Белоруссии. Инвесторами нового строительства выступают российские ООО «Меридиан» и ЗАО «Русская холдинговая компания». Предварительная стоимость проекта оценивается экспертами в 594 млрд рублей. Часть средств инвесторы планируют привлечь выпустив облигации.
Точная стоимость будет известна после получения прав на все земли под будущей магистралью. Вариант этой трассы начинается не от пограничного пункта Сагарчин, а от пограничного пункта Маштаково — для уменьшения длины российской части трассы. На 2019 год заявлено о готовности к началу строительства.

### Казахстан
О завершении строительства казахстанского участка дороги было объявлено в декабре 2017 года.
Однако, по состоянию на март 2024 года, на участке дороги между Алматы и Таразом, реконструкция всё ещё продолжалась, на трассе действовали грунтовые и неразмеченные двухполосные асфальтовые объезды обновляемых участков. Дорога, в существенной степени, оставалась двухполосной.
По Казахстану реконструкции подлежало 2452 км дороги, в рамках которой было переведено на дороги 1 категории с 4-х полосным движением 1390 км дороги (Кызылорда – Туркестан – Шымкент – Тараз – Алматы – Хоргос), остальные участки протяженностью 1062 км переведены надороги 2 категории (гр.РФ – Мартук – Актобе – Карабутак – Кызылорда).
По всему коридору были улучшены геометрические параметры трассы (повороты, видимость, уклоны), в целях улучшения экологической и санитарной обстановки построены обходы крупных населенных пунктов (Актобе, Шаган, Аральск, Кызылорда, Шиели, Жанакорган, Туркестан, Икан, Темирлан, Шымкент, Тараз, Кулан, Ташкарасу, Жаркент, перевалы Кордай, Машат, Куюк).
Основными положительными показателями данного проекта по сравнению с существующими альтернативными коридорами (автодорожный Транссиб, морской через Суэцкий канал) является его протяженность и время нахождения в пути. Если при использовании морского коридора время нахождения в пути доходит до 45 суток, а по Транссибу 14 суток, то по коридору «Западная Европа – Западный Китай», от порта Ляньюньган до границ с Европейскими государствами, время в пути составит порядка 10 суток.
Начинается[когда?] строительство объездной дороги г. Каскелен, от БАКАД до ул. Ташкентского тракта.

## Характеристика трассы
- Общая протяжённость — 8445 км в варианте до Санкт-Петербурга.
- Техническая категория — автомагистраль, скоростная дорога, шоссе.
- Количество полос движения — 4 или 6.
- Расчётная скорость движения — 100—150 км/ч.
- Климатические условия — континентальные, резко континентальные.

## Статьи и публикации
- Татьяна Шадрина. От Европы до Китая проложат дорогу // Интернет-портал «РГ». — 2013. — 18 марта.
- Ирина Фурсова. Строительство магистрали «Западная Европа — Западный Китай» затягивается // Интернет-портал «РГ». — 2014. — 19 августа (№ 961).
- Казахстан до конца года завершит стройку автобана Европа—Китай // МТРК «Мир» : официальный сайт. — 2013. — 9 июня. — Дата обращения: 24.06.2016.
- Трасса «Западная Европа — Западный Китай» будет достроена в этом году // Motor.KZ : Транспортный новостной портал. — 2016. — 28 мая.
- Мурат Жакеев. Казахстан призвал Россию ускорить строительство участков по коридору «Западная Европа — Западный Китай // МИА «Казинформ» : Национальный новостной портал. — 2016. — 10 мая.
- Елена Остапенко. Строительство первой частной автодороги в России начнётся летом 2019 года // Колёса.ру : информационный портал. — 2019. — 12 апреля.
- Алексей Ботев. МТК Европа — Западный Китай: в России строят скоростные трассы // ДорИнфо : информационный портал. — 2019. — 21 мая.